# Himantopus melanurus
Il cavaliere dorsonero (Himantopus melanurus Vieillot, 1817) è un uccello della famiglia Recurvirostridae.

## Distribuzione e habitat
Questo uccello vive in quasi tutto l'America meridionale, ad eccezione della zona settentrionale e nordoccidentale del continente.